# Evanioidea
Super-famille
Les Evanioidea sont une super-famille d'hyménoptères parasites des stades jeunes d'autres insectes ou d'autres arthropodes.

## Description
- Taille relativement petite (2,2 à 6,5 mm),
- Thorax massif avec un petit abdomen aplati transversalement qui s'y rattache par le sommet,
- Antenne à 13 articles.

### Biologie
Certains sont notamment parasitoïdes oophages solitaires des oothèques de blattes. Un seul œuf est déposé par oothèque ce qui suffit généralement pour la détruire. Brachygaster parasite Ectobius, Zeuxevania parasite des Loboptera, Evania appendigaster parasite Periplaneta et Blatta. Cette espèce se développe en 50-60 jours. Prosevania punctata préfère comme hôte Periplaneta americana. 
Certaines espèces de Gasteruptiidae parasitent les abeilles. 
Les Evaniidae sont abondants sous les tropiques.

## Systématique
Le super-famille des Evanioidea a été décrite par l'entomologiste français Pierre-André Latreille en 1802.

### Taxinomie
Liste des familles
Selon ITIS (17 juillet 2013) :
- Aulacidae
- Evaniidae
- Gasteruptiidae
- Praeaulacidae

Familles disparues 
- †Andreneliidae
- †Anomopterellidae
- †Baissidae
- †Praeaulacidae

### Utilisation en lutte biologique
E. appendigaster et Prosevania punctata ont été proposés comme agents de lutte biologique. Leur rôle en tant qu'agent biologique de contrôle des populations de blattes est certain mais les données pour établir un programme de contrôle biologiques sont absentes.